# 贵州叶下珠
贵州叶下珠（学名：Phyllanthus bodinieri）为大戟科叶下珠属下的一个种。

## 扩展阅读
維基物種上的相關：贵州叶下珠